# Joseph de Maistre
Joseph Marie, Comte de Maistre (Chambéry, 1753. április 11. – Torino, 1821. február 26.) savoyai államférfi, író és politikai filozófus volt, aki az ancien régime alapjait hangsúlyozta a felvilágosodás eszméivel szemben. A konzervativizmus egyik atyja, aki az ellenfelvilágosodás  fontos képviselője és kulcsfigurája volt.

## Pályafutása
Franciaországhoz fűződő szoros személyes és szellemi kapcsolatai ellenére egész életében a Szárd Királyság alattvalója volt és a Savoyai Szenátus tagjaként (1787–1792), oroszországi nagykövetként ( 1803–1817)  és a a királyság torinói udvarának államminisztereként (1817–1821) szolgált.
Római katolikusként meg volt győződve a kereszténység felsőbbrendűségéről és a pápa abszolút uralmának szükségességéről. Ellenezte a tudomány haladását és olyan filozófusok liberális nézeteit és empirikus módszereit, mint Francis Bacon (1561–1626), Voltaire (1694–1778), Jean-Jacques Rousseau (1712–1778) vagy John Locke (1632–1704).

## Művei
Politikai és filozófiai írásai közül a leghíresebbek:
- La franc-maçonnerie, mémoire au Duc de Brunswick. 1782
- De la souveraineté du peuple. 1794
- Lettres d’un royaliste savoisien à ses compatriotes. 1794
- De l’État de nature ou Examen d’un écrit de Jean-Jacques Rousseau sur l’inégalité des conditions. 1795
- Considérations sur la France. 1796
- Du Pape. 1819
- Les Soirées de Saint-Pétersbourg ou Entretiens sur le gouvernement temporel de la Providence und Traité sur les Sacrifices. 1821 (posztumusz)
- Lettres à un gentilhomme russe sur l’inquisition espagnole. 1822 (posztumusz)
- Examen de la philosophie de Bacon. 1836 (posztumusz)

### Magyarul
- Maistre József: A pápáról; ford. a Pesti Növendékpapság Magyar Egyházirodalmi Iskolája; Kocsi Ny., Pest, 1867 (Munkálatok. Budapesti Növendékpapság Magyar Egyházirodalmi Iskolája)
- Elmélkedések / Elmélkedések Franciaországról / Tanulmány a politikai alkotmányok és más emberi intézmények rendezőelvéről; szerk. Molnár Attila Károly; Századvég, Budapest, 2020 (Furor politicus)
- Szentpétervári beszélgetések / Az áldozathozatalról; Századvég, Budapest, 2021 (Furor politicus)
- Levelek a spanyol inkvizícióról; ford. Mikich András; Attraktor, Máriabesnyő, 2024